# Michael Manhayn
Michael Samuel Manhayn (* 28. September 1800 in Frankfurt am Main; † 22. Oktober 1878 ebenda) war ein deutscher Advokat und Abgeordneter.

## Leben
Manhayn, der jüdischen Glaubens war, war der Sohn von Samuel Löb Mannheim III († 1815). Er heiratete 1842 Auguste Halle, die Tochter des Abraham Hayum Halle (1788–1847) und der Juliane Emden. Er studierte an den Universitäten Heidelberg (1818), Berlin und Göttingen Rechtswissenschaften und wurde zum Dr. jur. promoviert. Er wurde am 11. April 1825 in der Freien Stadt Frankfurt als Anwalt und am 5. Mai 1825 als Advokat zugelassen und wirkte in dieser Funktion lebenslang in seiner Heimatstadt.
Nach der Märzrevolution wurde er 1848 in die Constituierende Versammlung der Freien Stadt Frankfurt gewählt. 1850 bis 1858 war er Suppleant und 1852 sowie 1854 bis 1857 Mitglied des Gesetzgebenden Körpers. Gemäß Verfassung durften vier Juden Mitglied im Gesetzgebenden Körper sein, er war einer davon.
Manhayn war eine der führenden Persönlichkeiten der Israelitischen Gemeinde Frankfurts. Er war Vorsitzender des Gemeindeausschusses und Vorsitzender des Vorstandes der Israelitischen Gemeinde in Frankfurt am Main. Von 1831 bis 1848 war er Mitglied des Schulrates der Realschule der Israelitischen Gemeinde, dem Philanthropin.